# Страхувка (гмина)
Страхувка (пол. Strachówka) — сельская гмина (волость) в Польше, входит как административная единица в Воломинский повет, Мазовецкое воеводство. Население — 3119 человек (на 2004 год).

## Демография
| Перепись                       | Всего   | Всего | Женщины | Женщины | Мужчины | Мужчины |
| ------------------------------ | ------- | ----- | ------- | ------- | ------- | ------- |
| Единицы                        | человек | %     | человек | %       | человек | %       |
| Население                      | 3119    | 100   | 1527    | 49      | 1592    | 51      |
| Плотность населения (чел./км²) | 29      | 29    | 14,2    | 14,2    | 14,8    | 14,8    |

## Сельские округа
1. Аннополь
2. Боруча
3. Грабщызна
4. Ядвисин
5. Юзефув
6. Конты-Черницке
7. Конты-Мёнски
8. Конты-Вельги
9. Кравцовизна
10. Ксенжыки
11. Марысин
12. Млыниско
13. Осенка
14. Пяски
15. Розалин
16. Рувне
17. Руда-Черник
18. Страхувка
19. Шамоцин
20. Шлендаки
21. Викторя
22. Зофинин

## Поселения
1. Береды
2. Беляны
3. Фляковизна
4. Голембёвизна
5. Людвикув
6. Олувки
7. Палюхы
8. Радзёвизна

## Соседние гмины
1. Гмина Добре
2. Гмина Ядув
3. Гмина Корытница
4. Гмина Посвентне
5. Гмина Станиславув
6. Гмина Тлущ